# Pedro Diego de Arana
Pedro Diego de Arana (Bilbao, España, 1514-Lima, Virreinato del Perú, 1598) fue un militar español, que desempeñó numerosos cargos militares y públicos, entre ellos, como gobernador interino del Tucumán en 1570.

## Biografía
Nació probablemente en Bilbao en 1514. Era de humilde condición y obscuro linaje. Militó desde 1538 en los ejércitos del rey. En 1542 fue veedor y proveedor de la Real Armada, que mandada por Alonso de los Ríos pasó a América con encargo de recoger el tesoro real, de lo cual rindió debida cuenta ante la Casa de Contratación de Sevilla, volviendo en 1543 con más de un millón cuatrocientos mil castellanos de oro y plata y mil marcos en perlas. Recorrió entonces Puerto Rico, Cuba, Santo Domingo o la Española, Santa Marta, Cartagena de Indias y Nombre de Dios.
En 1545 fue nombrado Comisario Proveedor durante la guerra de Carlos V contra Francisco I de Francia y a cuyo término marchó a Milán y en 1547 acompañó al emperador a Alemania durante la campaña contra los luteranos, destacándose como "hombre principal y de lustre".
A mediados de 1549 se trasladó al Perú acompañado de varios criados que trajo de Castilla. Posiblemente su espíritu vivaz, enérgico le hacía un ser insaciable en aventuras. Ya debía tener algún capital reunido pues su paso por el océano, fue significativo y ostentoso. A poco de llegado a Lima estalló la rebelión de Francisco Hernández Girón en 1553 y entonces Arana vio que se le abrían numerosas posibilidades de ser útil a la corona y a los gobernantes. Se hallaba en Lima cuando recibió encargo de pasar a Pachacámac acompañando al oidor Hernando de Santillán y Figueroa, para reunir tropas y hacer frente al rebelde. Nuevamente en Lima, salió en campaña con el grueso del ejército realista que mandaba al arzobispo Gerónimo de Loayza y los oidores. En el trayecto conjuró una conspiración que tramaban Galíndez, de la Riva y Tirado, tomando prisioneros a treinta soldados que pensaron en hacer traición. Conjuntamente con Gómez de Solís consiguió reclutar gente en Arequipa, Callao y Charcas, sirviendo como Proveedor General y Consejero de Guerra.
En Arequipa sostuvo un combate con Juan de Piedrahíta, lugarteniente del rebelde, cayendo prisionero. Aunque fue amenazado de muerte si se negaba, no consintió en servir a Girón y poco después logró fugar y se unió al ejército del rey antes de librarse la batalla de Pucará en octubre de 1554, en la que sobresalió como uno de los más arrojados. Vencido el caudillo rebelde, fue el encargado de salir en su persecución acompañando al general Meneses.
En 1556 obtuvo nombramiento de Tesorero de la Real Hacienda en Potosí y por encargo del virrey Andrés Hurtado de Mendoza, marqués de Cañete, salió con el gobernador Gómez Arias Dávila a la conquista de la región de Rupa-Rupa. Tiempo después el virrey Francisco de Toledo le encargó efectuar una entrada a la región de los Chunches, a donde fue acompañado de varios padres agustinos, y tras vencer numerosas dificultades efectuó una entrada de ciento veinte leguas, saliendo finalmente por la villa de San Juan de Oro en Carabaya, donde se reunió con Juan Nieto y Francisco Ruiz.
En 1561 fue soldado de Pedro de Ursúa en la jornada de Omagua y el Dorado y con Lope de Aguirre estuvo en Borburata y en Nueva Valencia, donde recibió varias puñaladas de Rodrigo Gutiérrez. Luego encabezó una expedición que partió a la Provincia de Esmeraldas. Estas jornadas, que se sucedieron por más de diez años, le trajeron solo penalidades y ningún provecho.
En junio de 1570 el virrey Toledo le mandó que arrestara al conquistador Francisco de Aguirre, sentenciado por la Inquisición. Tuvo algunos altercados con las autoridades y varios encuentros con los indígenas, pero finalmente logró cumplir su misión y regresó a Lima en marzo de 1571, año en que le designaron visitador de la Ciudad de los Reyes y de León de Huánuco hasta 1574.
Permaneció en Lima hasta 1577 desempeñando varios cargos. El 13 de febrero de 1578, cuando sir Francis Drake atacó el Callao, el virrey ordenó preparar una escuadra que puso a las órdenes del general Diego de Frías y nombró almirante a Pedro de Arana. La Armada zarpó a Panamá en febrero de 1579 en persecución del corsario, pero llegó tarde, cuando éste ya había salido de la ciudad, y tuvieron que regresar en julio a Lima. Entonces fue nuevamente comisionado para debelar la insurrección de los negros cimarrones sublevados en Panamá y permaneció allí hasta fines de ese año. En premio a esos servicios le fueron asignados mil pesos de plata por dos vidas.
Desde 1580 ocupó el cargo de General de Galeras y en 1587 el virrey Conde del Villar le encargó enfrentar al pirata Thomas Cavendish, que incursionaba en el Pacífico. Arana lo fue a buscar a la Isla Puná y consiguió quemarle una de sus naves, pero Cavendish pudo huir y siguió asaltando varios puertos. Arana lo persiguió sin éxito y regresó en 1588 al Callao.
El 1 de noviembre de 1591, el rey Felipe II de España mandó establecer en el Perú el impuesto de las Alcabalas para gastos navales en el sostenimiento de la real flota que debería custodiar las costas de América. En julio de 1592 se recibió la noticia en Quito y el ayuntamiento elevó una representación al rey y a la Audiencia, para que se suspendiera el cobro, dado el estado de pobreza y atraso en que se vivía. Los oidores acogieron la solicitud, pero el presidente Manuel Barros de San Milian ordenó de todas maneras cobrarlas el día 15 de agosto; en consecuencia el pueblo se amotinó.
El asunto se conoció en Lima y el virrey Marqués de Cañete designó Capitán General y Justicia Mayor de Quito a Pedro de Arana, comisionándole para que con sesenta hombres armados se hiciera inmediatamente a la vela en el Callao, con rumbo al norte. Cerca de Guayaquil estuvieron a punto de naufragar pero al final arribaron con felicidad al puerto y subieron hasta Chimbo, donde descansaron. El 4 de diciembre circuló en Quito la noticia de su llegada y el Cabildo decidió resistir. Entonces Arana avanzó tranquilamente a Riobamba en busca de mayores comodidades, aunque contaba con los refuerzos recogidos en Guayaquil y Chimbo, se dedicó a esperar otros más que le habían prometido enviar de Cuenca y Loja.
El Cabildo quiteño le mandó dos comisionados acompañados de varios religiosos, pidiéndole que se retirara, pues su presencia no era considerada necesaria dado que a nadie se le había ocurrido desconocer el gobierno del virrey ni de su Audiencia; pero los religiosos, en lugar de cumplir con su cometido, traicionaron al Cabildo y al pueblo de Quito y se pasaron al lado de Arana, dándole cumplida cuenta de cómo era la situación, chismeando y metiendo inquina. Mientras tanto en Quito se aprontaba la gente a defenderse y el Regidor Perpetuo Diego de Arcos, a pesar de ser un anciano nonagenario, se hacía obedecer de todos, por su gran valor.
Arana avanzó a Latacunga, pero en vista de que la situación no se le presentaba del todo clara, prefirió esperar. En Quito, Moreno Bellido había vuelto a recobrar su libertad mientras que el presidente Barros no se atrevía a salir a la calle y permanecía como prisionero de sí mismo en el interior de las Casas Reales; pero, en la madrugada del 29 de diciembre de 1592, un disparo de arcabuz hirió gravemente a Moreno Bellido, quien fue prontamente llevado a su domicilio donde expiró horas después en medio de general consternación. Ese incidente sirvió para que el pueblo se volviera a amotinar y asaltara las Casas Reales con el ánimo de matar al presidente y a los Oidores. Barros tuvo que saltar por una ventana para salvar su vida y así terminó un nuevo capítulo; nunca se llegó a descubrir al autor del disparo, aunque dijeron que pudo haber salido de alguno de los soldados yumbos, así conocidos porque eran gente blanca venida de esas montañas, al occidente de Quito.
El Rey Felipe II, decidido a terminar con los alborotos, designó en Madrid al Lic. Esteban de Marañón para que visitara la Real Audiencia de Quito con plenos poderes. Marañón era oídor de la de Lima, pero se trasladó prontamente a Riobamba y con cartas muy sugerentes se ganó la voluntad de los quiteños, que ya se habían pacificado merced al influjo de los jesuitas.
En abril de 1593 el jesuita Hernando Morillo alcanzó finalmente en Lima un perdón general para la ciudad y como corolario el expresidente Barros fue sentenciado a destierro perpetuo de América.
Felipe II nombró al arzobispo de México a Alonso Fernández Bonilla para que pasara a Lima en calidad de Comisionado Real, con el objeto de seguir a Quito a pacificar esas regiones, pero fue detenido por el virrey que no quería que un sujeto imparcial pudiera juzgar los actos y abusos de sus subalternos. El buen arzobispo así lo comprendió y no viajó a Quito, pero, en cambio, escribió una carta muy fuerte al rey, el 12 de abril de 1594, denunciando las medidas de Arana y Marañón. El Rey la leyó, reprobó los abusos y ordenó al Virrey corregirlos, quien ordenó un Indulto General y el regreso de Arana y sus tropas a Lima.
En mayo de 1594, Arana estuvo nuevamente en Lima, no sin antes dejar de Corregidor de Quito a Diego de Portugal, quien reemplazó a Marañón. La memoria de Arana fue aborrecida por muchos años. En su contra pesa la represión general de la población, la ejecución de 25 revolucionarios, la confiscación de sus bienes, el arrasamiento de sus edificios, así como el arrebatamiento de sus encomiendas a muchos de los implicados.
Entre otros cargos históricos que se le han formulado está el de haber remitido a Lima a los alcaldes de Cabildo Francisco de Olmos y García de Vargas, decapitado al procurador Alonso Sánchez, ahorcado a Arcos, Jimeno, Llerena-Castañeda y otros más, cuyas cabezas mantuvo por varias semanas en diferentes sitios de la capital; sin embargo, el virrey le premió con 6000 pesos de renta anual por dos vidas y lo cargó de honores.
Años después falleció en Lima, no sin antes escribir en 1598 una "Memoria de lo acaecido en Quito con motivo del establecimiento de la Alcabala" y una "Memoria sobre las prevenciones y medidas que debían tomarse por si otra vez venían corsarios a las costas del Perú y Chile".

## Gobierno interino del Tucumán (1570)
En 1570, Pedro de Arana se desempeñaba como alguacil mayor del Santo Oficio de la Inquisición en Lima. Habiendo recibido una denuncia contra Francisco de Aguirre, el virrey Francisco de Toledo envió a Arana al Tucumán para aprenderlo nuevamente. Lo envió más precisamente a Santiago del Estero para prender a Aguirre a Lima para que lo juzgaran por acusaciones de herejía.
El virrey Toledo lo designó también Capitán y Justicia Mayor del Tucumán, para facilitar su comisión de destituir a un gobernador y deshacer los yerros o demasías que Aguirre hubiese cometido. También le encomendó reintegrar indígenas, familias, haciendas y otras cosas a aquellas personas a quienes Aguirre les había desposeído en su última gobernación.
Cumplida su misión, estuvo a punto de nombrar a Miguel de Ardiles como gobernador, reconocido por su valor. Sin embargo, este declinó aceptar ese honor por su edad. El cargo recayó sobre Nicolás Carrizo. En diciembre de 1570, Arana regresó a Lima acompañado por el capitán Juan Pérez Moreno y el gobernador destituido Aguirre.